# Óxido de estanho(II)
Óxido de estanho é um composto de estanho e oxigênio, utilizado na indústria cerâmica. A sua fórmula química é SnO.